# Sonetysta
Sonetysta – autor specjalizujący się w pisaniu sonetów. Pierwszym poetą uznawanym za twórcę sonetów jest Iacopo da Lentini, zaś najważniejszymi ich autorami są Dante Alighieri, Francesco Petrarca, Michał Anioł Buonarroti, Luís de Camões, William Szekspir, John Keats, France Prešeren, Elizabeth Barrett Browning, Emma Lazarus i Rainer Maria Rilke. W Polsce największymi sonetystami byli Mikołaj Sęp-Szarzyński, Sebastian Grabowiecki, Jan Andrzej Morsztyn, Adam Mickiewicz, Adam Asnyk, Jan Kasprowicz i Leopold Staff.